# Карабашиди, София Дмитриевна
София Дмитриевна Карабашиди, в девичестве — Симвулиди (1923 год, село Дагва, АССР Аджаристан, ССР Грузия — август 2017 года, Комотини, Греция) — колхозница колхоза имени Ворошилова Дагвинского сельсовета Кобулетского района Аджарской АССР, Грузинская ССР. Герой Социалистического Труда (1949).

## Биография
Родилась в 1923 году в крестьянской семье в селе Дагва Аджарской АССР. Окончила местную начальную сельскую школу. Трудиться начала в послевоенные годы на чайной плантации в колхозе имени Ворошилова, председателем которого с 1933 года был Христо Лавасас. Трудилась в звене Стилиана Ивановича Салвариди чаеводческой бригады, которую возглавлял Алкивиад Иванович Симвулиди.
В 1948 году собрала 7557 килограмм сортового зелёного чайного листа на участке площадью 0,5 гектара. Указом Президиума Верховного Совета СССР от 29 августа 1949 года удостоена звания Героя Социалистического Труда за «получение высоких урожаев сортового зелёного чайного листа и цитрусовых плодов в 1948 году» с вручением ордена Ленина и золотой медали «Серп и Молот» (№ 4675).
Этим же указом званием Героя Социалистического Труда были награждены председатель колхоза Христо Елефтерович Лавасас и одиннадцать тружеников колхоза, в том числе агроном Герасим Панаётович Андреади, звеньевые Перикли Лукич Каситериди, Лазарь Диитриевич Кимициди, Стилиан Иванович Салвариди, колхозники Феофиолакт Христофорович Неаниди, Калиопи Анестиевна Павлиди, Елена Христовна Каситериди, Анести Христофорович Мурадов, Ольга Петровна Мурадова, Хатиджа Мамудовна Эминадзе.
В 2005 году эмигрировала в Грецию. Проживала в городе Комотини, где скончалась в августе 2017 года.